# Harmonia axyridis
Harmonia axyridis, код нас позната и као азијска харлекин бубамара, инсект је из реда тврдокрилаца (Coleoptera) и породице бубамара (Coccinellidae).

## Опис
Harmonia axyridis је типична бубамара по облику и грађи, испупчена је и са благим прелазом између покрилаца, пронотума и главе. Величина варира од 5,5 до 8,5mm. Изразито је варијабилна и веома је тешко и побројати разне форме. Најчешће се среће она са црвеним или наранџастим покрилцима на којима има од ниједне до 22 црне тачке. Али је ту и форма са црним покрилцима на којима су две или четири црвене пеге, жуте форме и тако даље. Један од могућих знакова за препознавање је црна шара у облику слова "W" на белом пронотуму, али многе форме немају такву шару.

## Распрострањење
Ова врста потиче из Источне Азије. У Европу је донета у последњој деценији двадесетог века ради борбе против биљних и штитастих ваши, а у Србији је забележена тек у овом веку. Од тада се шири и множи таквим темпом да се може наћи у целој Србији, а бројношћу је премашила чак и до тада неприкосновену обичну бубамару.

## Биологија
Азијска харлекин бубамара као и остале бубамаре користи хемијска једињења да би отерала грабљивце, само је концентрација тих отрова код ње знатно већа него код других бубамара. Код неких људи излагање једињења које ова врста испушта може довести до алергијске реакције. Дешава се да ове бубе угризу људе (вероватно да би дошле до соли). Ти угризи нормално изазивају само иритацију, али су у ретким случајевима људи алергични на те угризе.

## Галерија
- Ларва
- Лутка